# Noville
Noville (toponimo francese) è un comune svizzero di 1 058 abitanti del Canton Vaud, nel distretto di Aigle.

## Geografia fisica

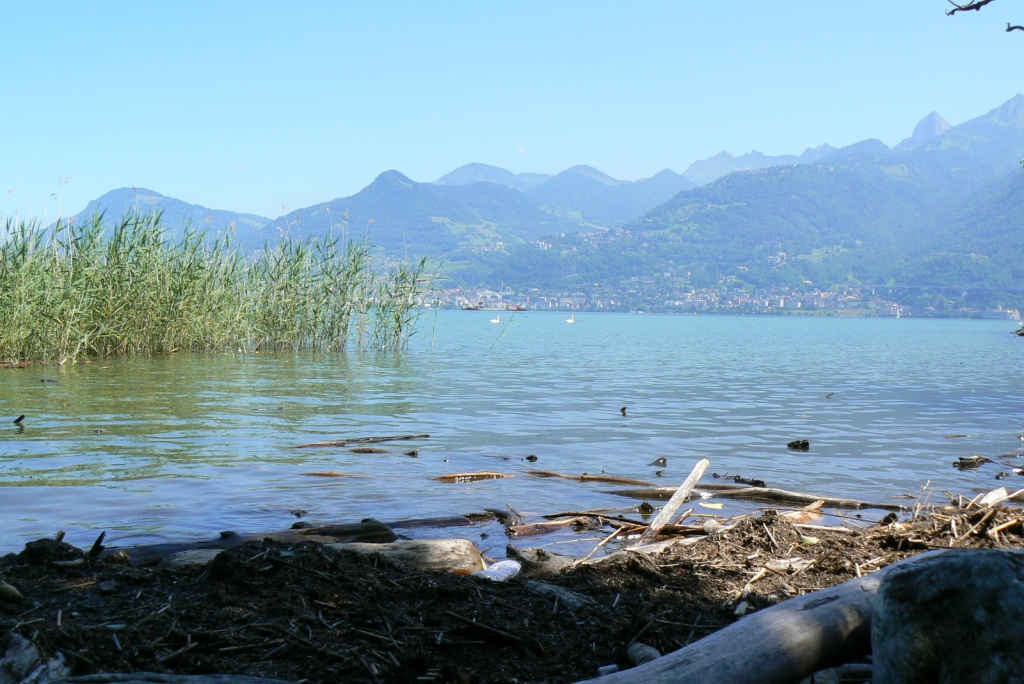
Il Lago di Ginevra a Noville

Noville è situato presso lo sbocco del Rodano nel Lago di Ginevra.

## Storia
Dal suo territorio nel 1834 fu scorporata la località di Rennaz, divenuta comune autonomo.

### Simboli
Lo stemma è stato adottato nel 1919. Il grifone appare per la prima volta su un sigillo dal 1783 e fu utilizzato fino al 1832. La sua origine non è nota: una delle ipotesi è che si tratti di un'interpretazione errata dello stemma della famiglia Leydier, presente nel villaggio nel XV secolo, che aveva come simbolo un drago (d'azzurro, al drago alato d'argento).

## Monumenti e luoghi d'interesse

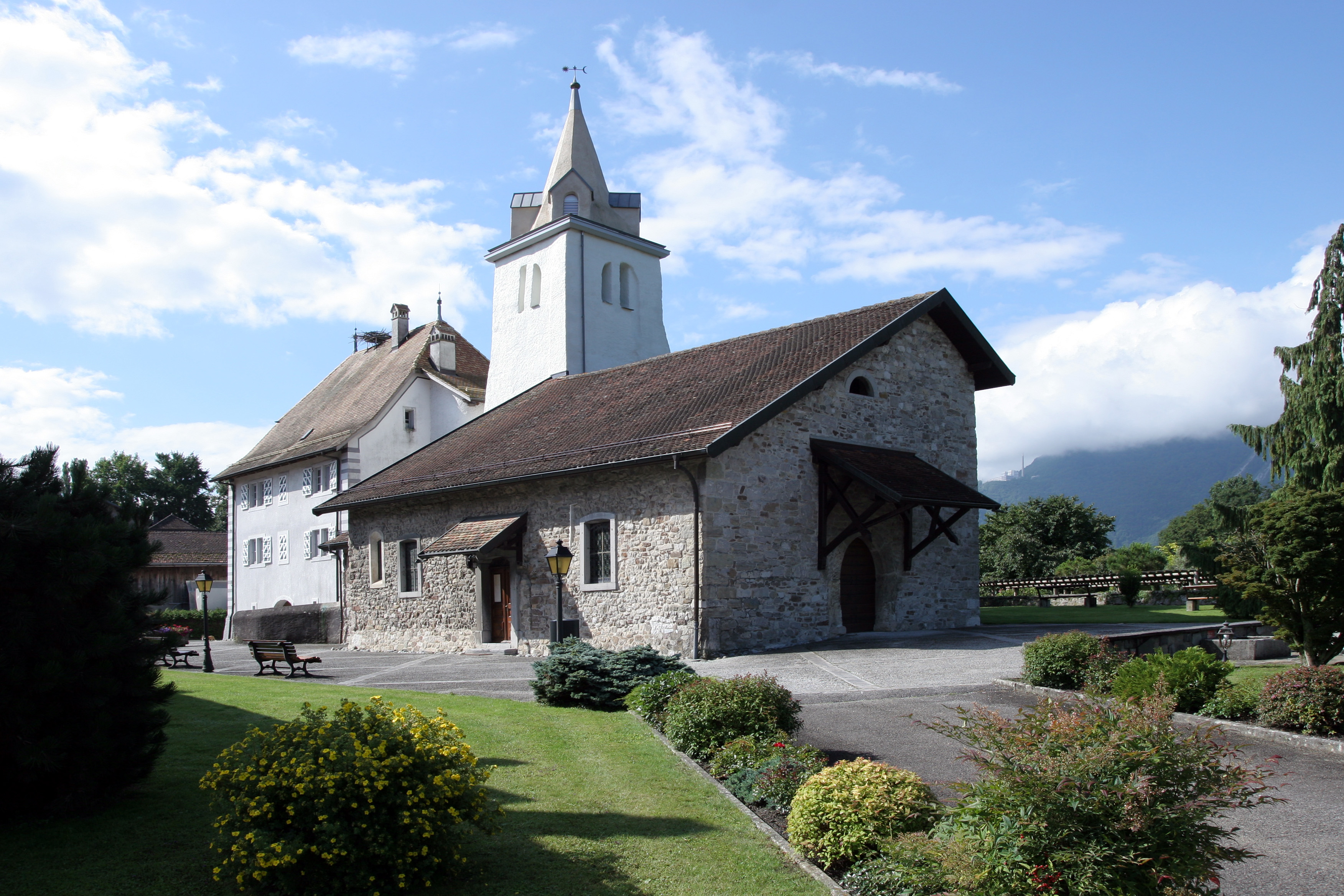
La chiesa di San Maurizio

- Chiesa parrocchiale di San Maurizio, attestata dal 1177[5].

## Società

### Evoluzione demografica
L'evoluzione demografica è riportata nella seguente tabella:
Abitanti censiti

## Amministrazione
Ogni famiglia originaria del luogo fa parte del cosiddetto comune patriziale e ha la responsabilità della manutenzione di ogni bene ricadente all'interno dei confini del comune.